# Dragutin Haramija

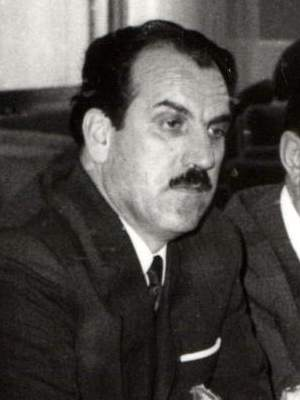
Dragutin Haramija (1970)

Dragutin Haramija (* 12. August 1923 in Čavle, Königreich der Serben, Kroaten und Slowenen; † 28. November 2012 in Zagreb, Kroatien) war Premierminister der SR Kroatien von 1969 bis 1971.
Er leitete eine liberale Wirtschaftspolitik ein und setzte sich für mehr wirtschaftliche Eigenständigkeit Kroatiens ein.
Dragutin Haramija legte sein Amt nach dem Niedergang des Kroatischen Frühlings freiwillig nieder und blieb den Ideen von Savka Dabčević-Kučar und Miko Tripalo treu.